# Diamond M New Era (schip, 1974)
De Diamond M New Era is een halfafzinkbaar boorplatform dat in 1976 werd gebouwd door Alabama Dry Dock voor Diamond M Drilling. Het New Era-ontwerp van Korkut Engineers bestaat uit twee parallelle pontons met elk vier kolommen met daarop het werkdek. Er werd een serie van platforms volgens het New Era-ontwerp gebouwd waarvan de laatste twee 35 voet langer zijn.
In 1992 nam Diamond M Ocean Drilling & Exploration Company over en ook de methode van naamgeving. De naam werd daarop veranderd naar Ocean New Era.

## New Era-klasse
| Naam              | Werf                  | Jaar           | IMO-nummer |
| ----------------- | --------------------- | -------------- | ---------- |
| Diamond M New Era | Alabama Dry Dock, 707 | september 1974 | 8750924    |
| Diamond M General | Alabama Dry Dock, 714 | februari 1976  | 8750895    |
| Diamond M Epoch   | Alabama Dry Dock, 715 | februari 1977  | 8750871    |
| Diamond M Hunter  | Alabama Maritime, 5   | december 1981  | 8750900    |
| Diamond M Eagle   | Alabama Maritime, 6   | februari 1982  | 8750869    |
| Diamond M Falcon  | Alabama Maritime, 7   | maart 1983     | 8750883    |